# Bluebell
Bluebell ist eine im Jahr 1923 durch A. Wilcox (oder M.J. Dorsey) gezüchtete Rotweinsorte. Sie ist eine Kreuzung zwischen der Rebsorte Beta sowie einer unbekannten Sorte, die vermutlich von einer Wildrebe der Sorte Vitis labrusca abstammte. 
An der University of Minnesota, dem Rebenzüchtungs-Institut im Bundesstaat Iowa, wo bereits Bluebell entstand, werden seit den 1980er Jahren verstärkte Anstrengung zur Züchtung extrem winterharter Rebsorten unternommen. In letzter Zeit wurden die Sorten Frontenac, Frontenac Gris, La Crescent und Marquette auf den Markt gebracht.  
Bluebell wird im kühlen Klima der nördlichen Bundesstaaten der Vereinigten Staaten wie Iowa (→ Weinbau in Iowa) sowie in Kanada als Tafeltraube und Weintraube verwendet. 
Synonym: Minnesota 158.
Abstammung: Beta x unbekannt.

## Ampelographische Sortenmerkmale
In der Ampelographie wird der Habitus folgendermaßen beschrieben:
- Die walzenförmige Traube ist mittelgroß, sehr breit geschultert und sehr lockerbeerig. Die rundlichen Beeren sind mittelgroß und von bläulich-schwarzer Farbe.

Die nicht zu früh austreibende Rebsorte reift früh, so dass sie in kühlen Lagen ausreifen kann aber nicht von späten Frühjahrsfrösten gefährdet wird. Darüber hinaus verfügt sie über eine sehr gute Winterhärte. Sie ist mäßig anfällig gegen den Echten Mehltau, den Falschen Mehltau sowie die Grauschimmelfäule.